# Holma-Saarijärvi
Holma-Saarijärvi je malé jezero v národním parku Nuuksio v jižním Finsku. Nachází se na území města/oblasti Vihti patřící k Helsinkám v provincii Uusimaa. Jezero se nachází v nadmořské výšce 85,1 m a má jeden ostrov a dvě tábořiště.

## Další informace
V jihovýchodní části jezera je dřevěná most/lávka vedoucí na ostrůvek s tábořištěm Holma-Saarijärven itäinen telttailualue. Jezero je obklopeno skalami a lesy. V západní části ostrova je druhé tábořiště Holma-Saarijärven länsipuolen telttailualue. K jezeru vede žlutá turistická stezka Korpinkierros a také neznačené stezky.

## Galerie

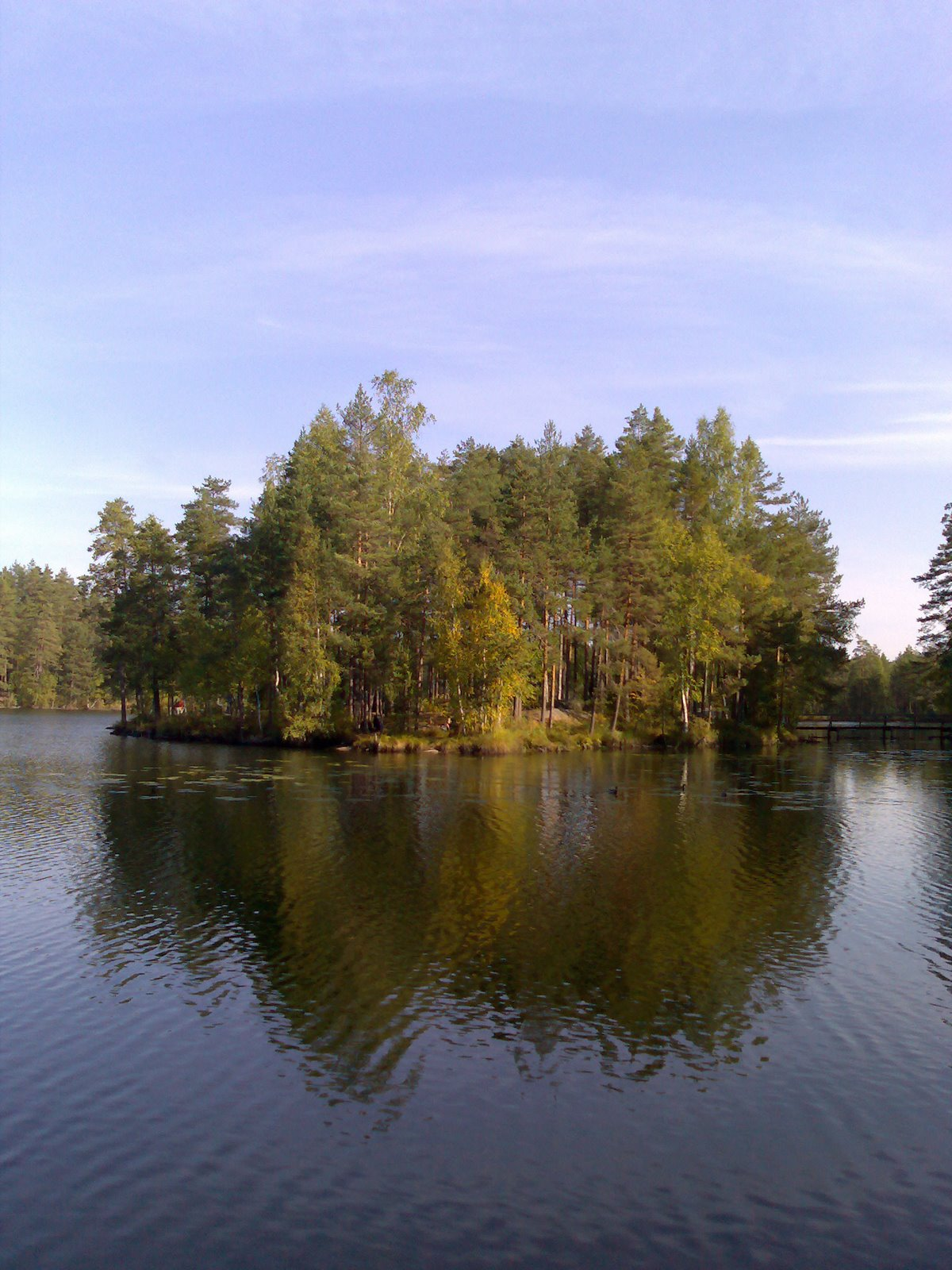
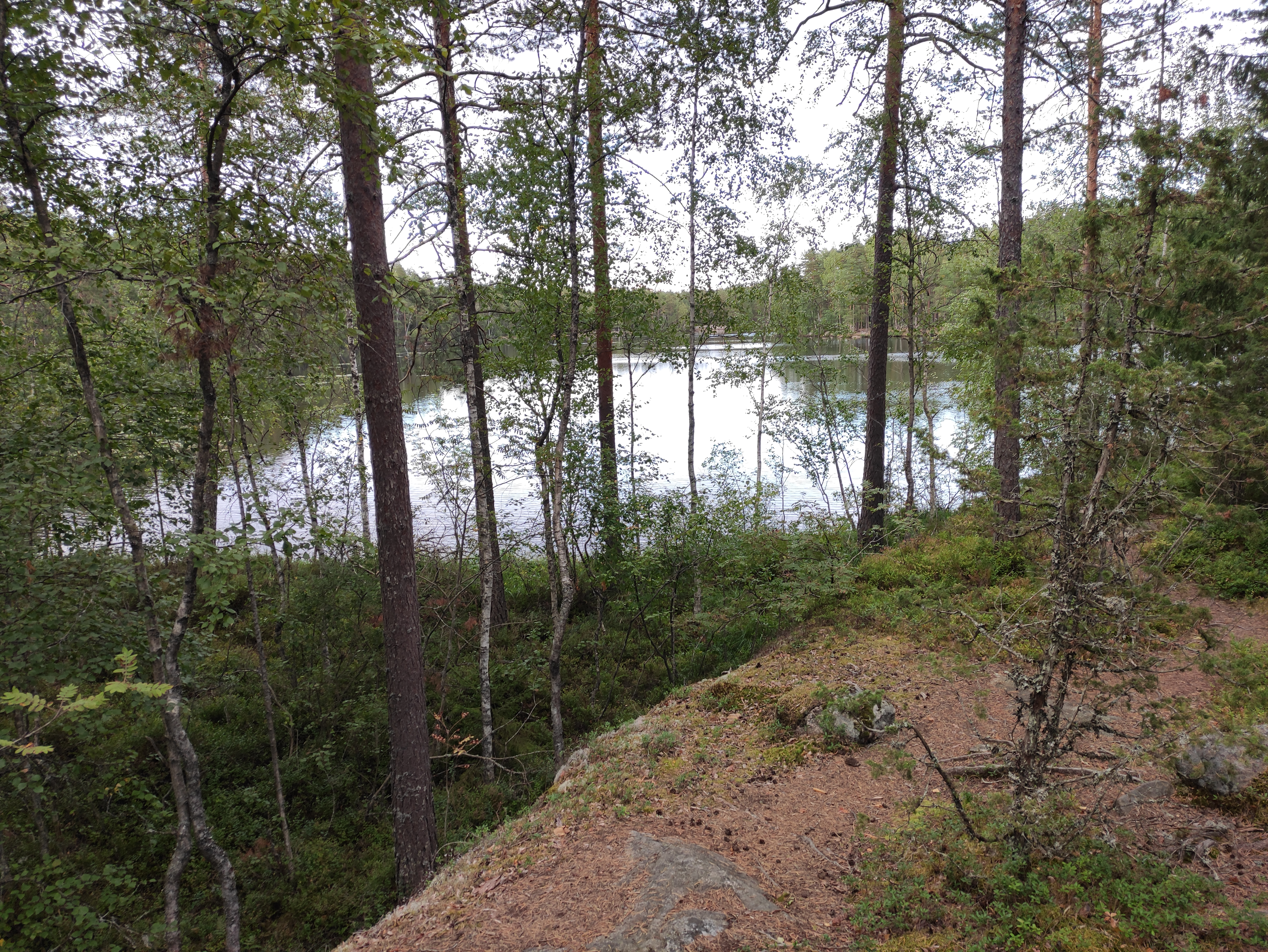
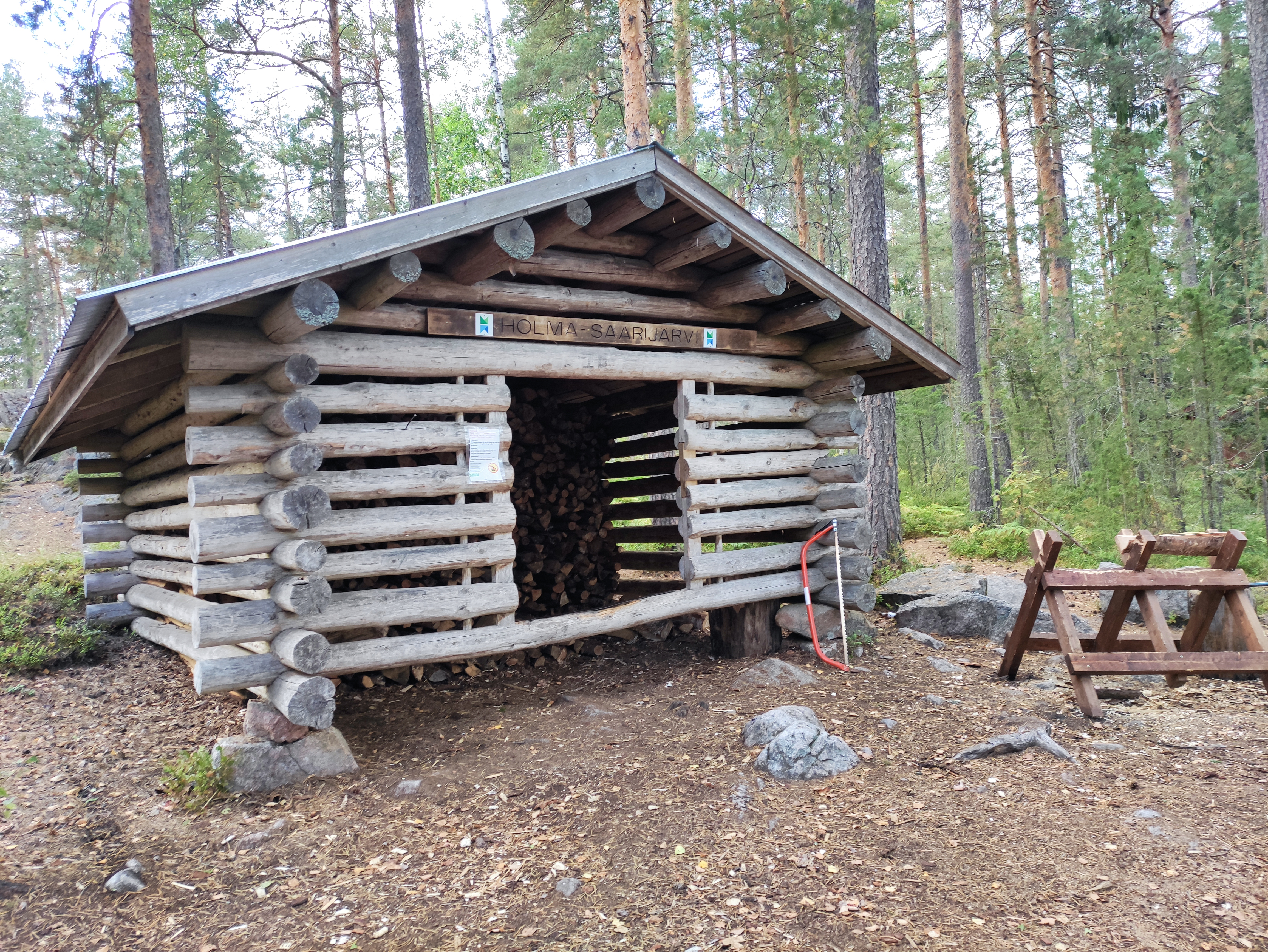
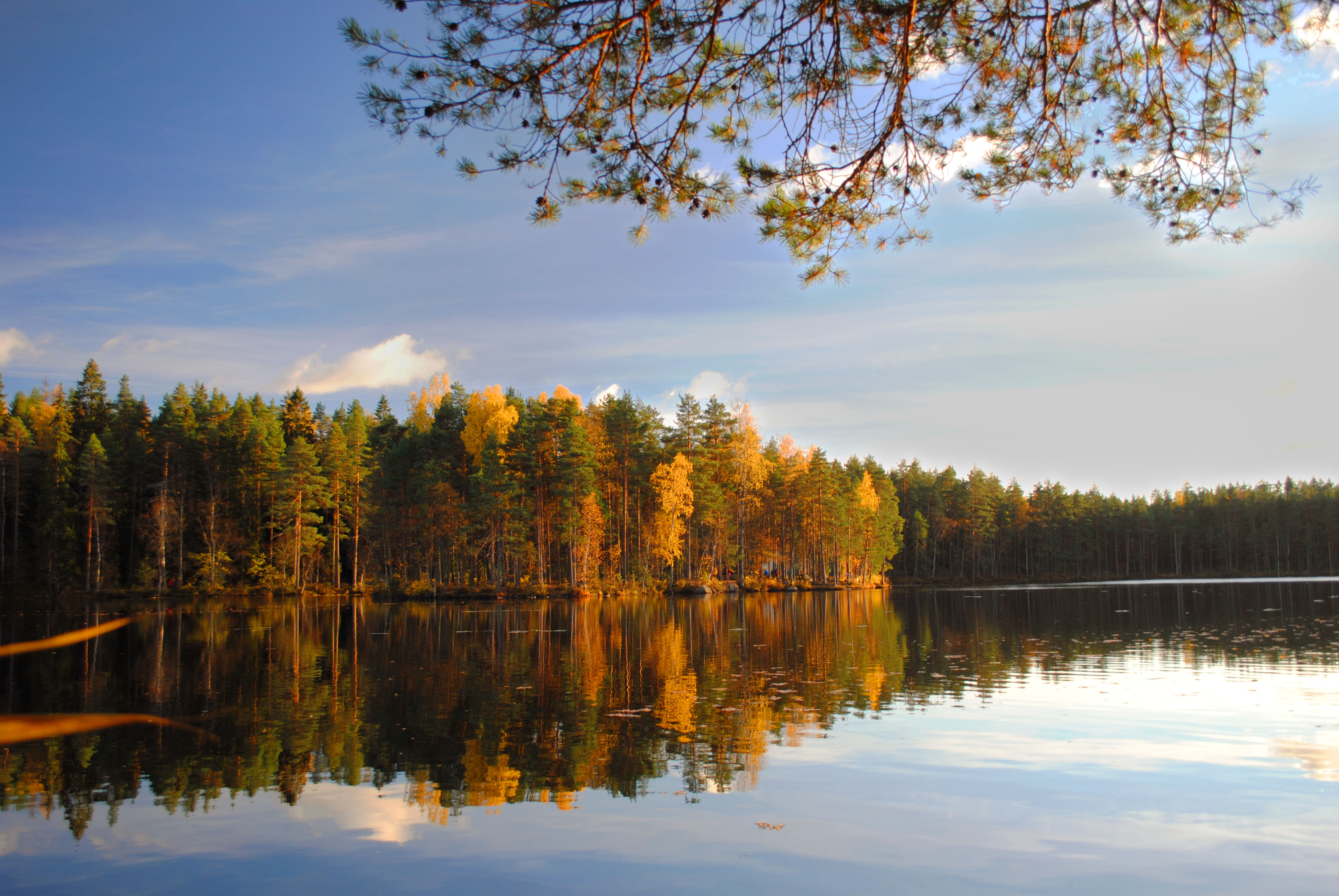